# Peberrod-slægten
Peberrod (Armoracia) er en slægt med én eneste art. Den voksede oprindelig på stepperne i det sydlige Rusland og Ukraine.
| Arter |

- Peberrod (Armoracia rusticana)